# Британско-камбоджийские отношения
Британско-камбоджийские отношения — двусторонние дипломатические отношения между Великобританией и Камбоджей.

## История
Дипломатические отношения между двумя странами были установлены в 1953 году после обретения Камбоджей независимости от Франции. В том же году было открыто британское посольство в Пномпене.
В годы гражданской войны в Камбодже 1970—1975 годов Великобритания поддерживала отношения с проамериканским режимом Лон Нола (Кхмерской Республикой) и при этом не признавала Королевское правительство национального единства Камбоджи. За месяц до прихода к власти в Камбодже Красных Кхмеров в марте 1975 года британское посольство было закрыто, а его персонал — эвакуирован. Дипломатические отношения между двумя странами оказалась прерваны на 16 лет. Великобритания стала первой страной, которая в 1978 году решительно осудила преступления коммунистического режима Красных Кхмеров.
Дипломатические отношения между Камбоджей и Великобританией были восстановлены в 1991 году после подписания Парижских соглашений. В настоящее время Камбоджа имеет посольство в Лондоне.